# Twin Oaks (Kalifornia)
Twin Oaks – obszar niemunicypalny w hrabstwie Kern, w Kalifornii (Stany Zjednoczone), na wysokości 861 m.